# Île Rowett
Pour les articles homonymes, voir Rowett.
L'île Rowett est une île de l'Antarctique, appartenant aux îles Shetland du Sud. L’île a été nommée en l’honneur de l'homme d'affaires John Quiller Rowett qui a financé l’expédition Shackleton-Rowett.